# Boris Pistorius
Boris Pistorius (Osnabrück, 1960. március 14. –) német szociáldemokrata politikus, szövetségi védelmi miniszter (2023-től), korábban Alsó-Szászország tartományi belügyminisztere (2013–2023).

## Életpályája
Osnabrückben járt gimnáziumba, 1978-ban érettségizett. 
1976-ban csatlakozott a Németország Szociáldemokrata Pártjához.
1981-től jogtudományt tanult az osnabrücki, a münsteri és az angers-i Katolikus Egyetemenen (Université Catholique de l'Ouest 1982/83)
1996 és 2013 között az osnabrücki városi parlament tagja volt, 2006-tól mint főpolgármester. 2013-tól 2023-ig alsó-szászországi belügyminiszter volt.
2017 és 2023 között a tartományi parlament (Landtag) tagja volt.

## Fordítás
- Ez a szócikk részben vagy egészben  a   Boris Pistorius című német Wikipédia-szócikk fordításán alapul.  Az eredeti cikk szerkesztőit annak laptörténete sorolja fel. Ez a jelzés csupán a megfogalmazás eredetét és a szerzői jogokat jelzi, nem szolgál a cikkben szereplő információk forrásmegjelöléseként.